# Winnie the Pooh - Nuove avventure nel Bosco dei 100 Acri
Winnie the Pooh - Nuove avventure nel Bosco dei 100 Acri (Winnie the Pooh) è un film d'animazione del 2011 diretto da Stephen Anderson e Don Hall, prodotto da Walt Disney Animation Studios. È considerato il 51º Classico Disney secondo il canone ufficiale. La pellicola è basata sul romanzo Winnie-the-Pooh di A.A. Milne, ed è un revival del film del 1977 Le avventure di Winnie the Pooh.
Uscito in America il 15 luglio 2011 e in Italia il 20 aprile, è il lungometraggio cinematografico tradizionalmente animato più recente della Disney Animation, anche se il produttore Peter Del Vecho e i registi di Frozen - Il regno di ghiaccio Chris Buck e Jennifer Lee hanno confermato nel 2019 che ci sarebbero possibilità per più lungometraggi disegnati a mano in futuro, nonché il quinto film di Winnie the Pooh a essere distribuito nei cinema.
Del franchise questo è l'ultimo film sempre in animazione tradizionale, seguito poi da un live-action nel 2018: Ritorno al Bosco dei 100 Acri.

## Trama
Un narratore introduce la camera di Christopher Robin, un bambino a cui piace giocare con i suoi animaletti di pezza, ed inizia a raccontare con un libro una storia con protagonista il peluche preferito da Christopher Robin, l'orsacchiotto Winnie the Pooh.
Nel Bosco dei Cento Acri, Winnie the Pooh si sveglia e scopre di aver finito tutto il miele. Mentre lo cerca all'aperto incontra l'asino Ih-Oh, che ha perso la sua coda. I due decidono insieme al gufo Uffa di aiutarlo chiamando gli altri amici del Bosco ed, insieme a Christopher Robin, organizzano un concorso per trovare una nuova coda ad Ih-Oh, mettendo come premio un barattolo di miele. Iniziano così a proporgli gli oggetti più svariati per sostituire la sua coda, ma senza successo.
Nel frattempo, Winnie the Pooh continua la sua ricerca del miele e decide di andare a chiedere a Christopher Robin se ne ha un po'. Non lo trova in casa, ma vede un biglietto dove dice che è andato a scuola e che tornerà presto. Non capendo la lettera, perché non sa leggere, l'orsetto decide di chiedere aiuto ad Uffa, il quale però fraintende il messaggio e pensa che Christopher Robin sia stato rapito da un terribile mostro di nome "Appresto". Tappo organizza un piano che consiste nell'attirare l'Appresto in una buca profondissima con alcuni oggetti che ama rompere, tra cui un vasetto di miele vuoto. Nel frattempo Tigro, separatosi dal gruppo, convince Ih-Oh ad aiutarlo a catturare l'Appresto, e si traveste come il mostro per allenarlo. Alla prima distrazione di Tigro, Ih-Oh si nasconde in un lago, dove trova un'ancora, con cui sostituisce la sua coda.
Mentre gli altri sono ancora a caccia del mostro, Winnie the Pooh e Pimpi cercano di nuovo di prendere del miele, fallendo. Non resistendo più alla fame, l'orsetto ha delle allucinazioni che gli fanno vedere un mondo di miele, che si interrompono quando Winnie the Pooh si accorge che sta mangiando del fango. All'improvviso vede il vasetto di miele usato come esca per catturare l'Appresto e cade nella buca. Gli altri si accorgono dell'incidente e Tappo, vedendo arrivare Ih-Oh con l'ancora, pensa di usarla per tirare fuori Winnie the Pooh; il risultato è che tenendosi tutti stretti all'ancora finiscono tutti, tranne Pimpi, nella buca. Tappo prova a dare a Pimpi indicazioni su come tirarli fuori, ma il porcellino continua a fraintenderle facendo arrabbiare il coniglio. Allora,  Tappo chiede a Pimpi di andare a prendere la corda da salto a casa di Christopher Robin. Nella strada si imbatte in Tigro, ancora vestito da Appresto, e inizia un inseguimento in cui Pimpi si aggrappa ad un palloncino e fa cadere delle lettere del libro nella buca; alla fine sia Pimpi che Tigro finiscono nella buca. Winnie the Pooh, ancora preso dalla fame, vede fuori dalla buca un altro vasetto di miele e usa le lettere cadute nella fossa per salire su e fare uscire gli altri. Winnie the Pooh scopre però che il barattolo è vuoto.
Poco dopo, Christopher Robin torna nel Bosco e spiega a tutti il malinteso: era andato a scuola e aveva detto che sarebbe tornato presto. Tappo sta per dare il vasetto di miele (inizialmente premio per la coda di Ih-Oh) come premio per chi li ha salvati dalla buca e Winnie the Pooh pensa che sia per lui, ma alla fine viene dato al palloncino, con grande sgomento dell'orsetto. Continuando la ricerca di miele, Winnie the Pooh decide di chiederne un po' ad Uffa. L'orsetto nota la strana corda della campana della casa del gufo e, dopo aver capito che si tratta della coda di Ih-Oh, si ritrova a dover scegliere tra la coda e il miele: decide di aiutare l'asinello e gli riattacca la coda originale, e Christopher Robin, per premiare la sua generosità, gli dona finalmente un enorme barattolo di miele.
In una scena dopo i titoli di coda, viene rivelato che l'Appresto esiste davvero, ma in realtà è buono e gentile. Il mostro trova gli oggetti vicino alla buca e inizia a raccoglierli con l'intento di restituirli al proprietario, ma accidentalmente cade dentro alla buca.

## Personaggi
- Winnie the Pooh: è il protagonista del film, è l'orsetto di pezza di Christopher Robin. Durante il film cercherà del miele, e alla fine riceverà un gigantesco vaso di miele come ricompensa di aver riportato la coda a Ih-Oh. Nella versione inglese è doppiato da Jim Cummings ed in italiano da Marco Bresciani.
- Tigro: è una tigre di pezza, altro giocattolo di Christopher Robin. Molto impulsivo ed iperattivo, nel film convincerà Ih-Oh ad aiutarlo a catturare l'Appresto. Nella versione originale anche lui è doppiato da Cummings ed in italiano da Luca Biagini.
- Pimpi: è un porcellino di pezza, altro giocattolo di Christopher Robin e migliore amico di Pooh. Timido e pauroso, collabora con gli altri per catturare l'Appresto. È doppiato nella versione inglese da Travis Oates ed in italiano da Luca dal Fabbro.
- Ih-Oh: È un asino di pezza, altro giocattolo di Christopher Robin. Depresso e pessimista, nel film perderà la coda, e gli altri cercheranno di ritrovarla. Alla fine, sarà Pooh a trovarla ed a riportargliela. È doppiato nella versione inglese da Bud Luckey ed in italiano da Paolo Buglioni.
- Kanga e Ro: rispettivamente mamma canguro e cucciolo di canguro, due giocattoli di Christopher Robin. Kanga è molto protettiva nei confronti del figlio, il quale vorrebbe più libertà. Nella versione inglese sono doppiati rispettivamente da Kristen Anderson-Lopez e Wyatt Hall (accreditato come "Wyatt Dean Hall") ed in italiano da Aurora Cancian e da Tito Marteddu.
- Tappo: è un coniglio che coltiva carote, è quello che fa ragionare il gruppo. Lui non è un giocattolo, esiste solo nella fantasia di Christopher Robin. Nella versione originale è doppiato da Tom Kenny ed in italiano da Valerio Ruggeri.
- Uffa: è un gufo molto saggio che crede che Christopher Robin sia stato rapito dall'Appresto. Non è un giocattolo, esiste solo nella fantasia di Christopher Robin. Nella versione originale è doppiato da Craig Ferguson ed in italiano da Massimo Corvo.
- Palloncino: è un palloncino rosso (altro giocattolo di Christopher Robin). Tecnicamente è un oggetto inanimato, ma gli altri pensano che sia un essere vivente.
- Christopher Robin: è il bambino che immagina le storie di Winnie the Pooh. Nel film si allontana dal Bosco per andare a scuola, e gli altri pensano che sia stato rapito dal mostro Appresto. Alla fine torna nel Bosco e spiega il malinteso. È doppiato nella versione inglese da Jack Boulter ed in italiano da Arturo Valli.
- Appresto: è un mostro immaginario e l'antagonista del film che, secondo i pupazzi, ha rapito Christopher Robin. In una scena dopo i titoli di coda, si scopre che esiste davvero, anche se è gentile. È doppiato nella versione inglese da Huell Howser ed in italiano da Marco Mete.

## Produzione
Nel 2007, John Lasseter si rivolse a Stephen J. Anderson e a Don Hall (che avevano lavorato come registi a I Robinson - Una famiglia spaziale)  per proporgli di realizzare una nuova featurette basato sul personaggio di Winnie the Pooh, e i due accettarono entusiasti. Lasseter, Anderson e Hall guardarono i vecchi cortometraggi e film di Winnie Pooh per capire come rendere il personaggio principale culturalmente rilevante.
Dopo un viaggio nella Ashdown Forest (il luogo a cui Milne si ispirò per creare il Bosco dei 100 Acri) e dopo aver letto i romanzi originali, Anderson e Hall arruolarono Burny Mattinson, un vecchio animatore Disney che aveva lavorato a Tigro e Winnie the Pooh a tu per tu, come artista principale dello StoryBoard, mentre Anderson e Hall avrebbero lavorato come registi. Mattinson pensò che avrebbe potuto usare come idea di base per la trama il racconto di Milne "Nella quale Isaia perde la coda e Pooh la ritrova".
La sequenza iniziale di 5 minuti in cui Pooh scopre che Ih-Oh ha perso la coda è bastata per convincere i registi a trasformare la featurette in un vero e proprio lungometraggio. Per la scelta di realizzarlo completamente in tecnica a mano, i registi affermarono che se fosse stato realizzato al computer non avrebbe dato una buona sensazione. Molti degli animatori arruolati nella produzione del film avevano già lavorato per La principessa e il ranocchio, dato che entrambi i film erano in 2D. Nel film è stato usato Harmony, lo stesso software de La principessa e il ranocchio, che serve a inchiostrare le immagini digitalmente.
Nel film gli unici personaggi che hanno mantenuto il loro doppiatore storico sono Winnie the Pooh, Tigro (entrambi doppiati da Jim Cummings) e Pimpi (doppiato da Travis Oates). Inizialmente, la trama del film si sarebbe dovuta basare su 5 racconti del romanzo di Milne, ma il taglio finale ha finito per trarre ispirazione a 3 storie. John Lasseter aveva annunciato che in questo film sarebbero comparsi gli amici di Tappo, ma alla fine la scena è stata tagliata.
La colonna sonora è stata curata da Henry Jackman, mentre le canzoni sono state composte e musicate dalla coppia Kristen Anderson-Lopez 
la doppiatrice di Kanga e Robert Lopez. Il film era previsto per intitolarsi Winnie the Pooh and the Day in which many things happened, ma nel 2010 si decise di intitolarlo semplicemente Winnie the Pooh.
Con i suoi 61 minuti di durata, il film è il secondo classico Disney più breve dopo il mediometraggio Saludos Amigos.

## Distribuzione
Il doppiaggio italiano del film è stato effettuato presso la Royfilm e diretto da Leslie La Penna su dialoghi di Manuela Marianetti. Nel film, Ro venne doppiato da Tito Marteddu, in sostituzione di Alex Polidori, mentre Christopher Robin fu doppiato da Arturo Valli, in sostituzione di Riccardo Salabè. In precedenza, Valli aveva doppiato Andy da bambino in Toy Story 3 - La grande fuga e Melman da bambino in Madagascar 2. Questo film è stato anche l'ultimo in cui Valerio Ruggeri ha doppiato Tappo essendo morto nel 2015.

## Accoglienza

### Incassi
Il film fu un flop economico: principalmente, dato che il film faceva concorrenza con Harry Potter e i Doni della Morte - Parte 2, ha incassato 7,9 milioni di dollari nel suo weekend di apertura da 2.405 posizioni a schermo singolo, con una media di circa $ 3.267 per sede e si è classificata al sesto posto per il fine settimana. Il film è stato trasmesso al cinema per l'ultima volta il 22 settembre 2011 incassando in totale 26,7 milioni di dollari, con il weekend di apertura che rappresentava il 29,44% del lordo finale. Il film ebbe il suo maggior incasso in Giappone, con 4,13 milioni di dollari. Altri grandi incassi furono: Germania (1,33 milioni di dollari), Polonia (1,29 milioni di dollari), Regno Unito (1,18 milioni di dollari) e Russia (1,14 milioni di dollari). In tutto ha incassato in tutto il mondo solo 50,1 milioni di dollari di fronte ad un budget di quasi 30 milioni di dollari.
Si ritiene che l'insuccesso commerciale del film sia stato uno dei fattori nell'abbandono dell'animazione tradizionale da parte della Disney.

### Critica
Nonostante l'insuccesso commerciale il film fu calorosamente acclamato dalla critica e dal pubblico, che ne lodarono per l'animazione, la recitazione, la sceneggiatura e la colonna sonora, sebbene gli siano state mosse alcune critiche per la breve durata. Sul sito di recensioni Rotten Tomatoes riporta un voto del 92% basato su 128 recensioni, e con il consenso dei critici che afferma: «Di breve durata, nostalgico e dolcemente stravagante, Winnie the Pooh - Nuove avventure nel Bosco dei 100 Acri offre una perfetta atmosfera familiare per bambini e anche per gli adulti». Su Metacritic, il film detiene un voto del 74% basato su 100 recensioni.
Gary Goldstein, del Los Angeles Times, ha affermato che il film «si rivela un giusto tributo a uno dei romanzi per ragazzi più longevi del secolo scorso». A. O. Scott, del New York Times, ha elogiato il film per essere in grado di affascinare bambini e genitori allo stesso modo. Roger Ebert, assegnandogli 3 stelle su 4, ha scritto nella sua recensione: «In un periodo di animazione 3-D ed effetti speciali di valore shock, l'aspetto del film è gentile e piacevole. Era animato a mano, mi è stato detto, e gli sfondi utilizzano uno stile acquerello sottile e rassicurante. È un'esperienza a prova di incubo anche per gli spettatori più giovani».
Platform Online ha dichiarato che le animazioni disegnate a mano del film erano un tale sollievo, ma al tempo stesso ha trovato che la durata del film fosse più di un problema. Ha dichiarato: «A soli 70 minuti, anche l'obiettivo di bambini questo avrebbe potuto essere più lungo - la Pixar ha spinto i film per oltre 90 minuti ormai da anni, ed è chiaro che i bambini possono farcela. Proprio quando inizi ad entrare nel vivo del film, sta già andando verso la fine, e ti lascia a bocca asciutta».